# Casual
Casual (Även scally, Perry Boy och chap) är en brittisk subkultur inom fotboll och som växte fram på fotbollsläktare i Liverpool i slutet av 1970-talet. Namnet casual har sitt ursprung i att anhängarna inte klädde sig i sina lags kläder utan i "civila" kläder för att inte så lätt bli igenkända av poliser och andra lags anhängare och grupperingarna associeras med våldsamheter i samband med fotbollsmatcher. De huliganfirmor som sedan det tidiga 1980-talet vuxit fram i Storbritannien och övriga Europa har inte sällan bestått av företrädare för casual-kulturen.